# Феникс (шнява)
«Феникс» — шнява Балтийского флота Русского царства, одна из шняв типа «Мункер», построенных по чертежам Петра I, участник Северной войны 1700—1721 годов. Шнява находилась в составе флота с 1705 по 1710 год, использовалась для крейсерских плаваний и поддержки транспортных судов в Финском заливе, принимала участие в действиях флота у Котлина и Кроншлота, а также ледовом походе кораблей Балтийского флота в Выборгу в 1710 году.

## Описание шнявы
Одна из десяти 14-пушечных шняв типа «Мункер», построенных по проекту Петра I. Длина шнявы по сведениям из различных источников составляла от 21,94 до 22 метров, ширина от 5,6 до 5,63 метра, а осадка от 2,4 до 2,44 метра. Вооружение судна состояло из четырнадцати 3-фунтовых орудий, а экипаж из 70-и человек.
Парусное вооружение шняв типа «Мункер» было создано по чертежам И. Д. Кочета, при этом при вступлении в строй головное судно проекта «Мункер» было одним из самых быстроходных в составе российского флота.
Была единственной шнявой и одним из девяти парусных и парусно-гребных судов Российского флота, носивших это наименование. В составе Балтийского флота также несли службу одноимённые галеры 1719, 1728 и 1741 годов постройки и бриги 1805, 1811 и 1828 годов постройки, в составе Азовского флота — брандер 1704 года постройки, а в составе Черноморского флота — крейсерское судно, купленное в 1787 году.

## История
Шнява «Феникс» была заложена на стапеле Олонецкой верфи 1 (12) ноября 1704 года. Строительство судна по чертежам Петра I вёл кораблестроитель Питер Бас. 9 (20) апреля 1705 года олонецкий губернатор И. Я. Яковлев писал князю А. Д. Меншикову:

На болшом фрегате и на шнавах окны зделаны и каюты накрыты и сторон выконопатя починают внутри делать что надлежит.— Письмо И. Я. Яковлева — А. Д. Меншикову от 9 (20) апреля 1705 года с Олонецкой верфи
В отчете Петру I 14 (25) апреля 1705 года И. Я. Яковлев писал следующее:

Также, государь, и шнавы к отделке идут и выконопачены, и каюты доделывают; на гакабортах и на окнах резба прибита...  И как вышеозначенные суды в одделке будут, и на воду, также и в Санктъпитербурх провадить, о сем просим твоего, государь, повеления.— Письмо И. Я. Яковлева — Петру I от 14 (25) апреля 1705 года с Олонецкой верфи
После спуска на воду 17 (28) июня 1705 года вошла в состав Балтийского Флота России. В июне и июле того же года судно было переведено с верфи в Санкт-Петербург.

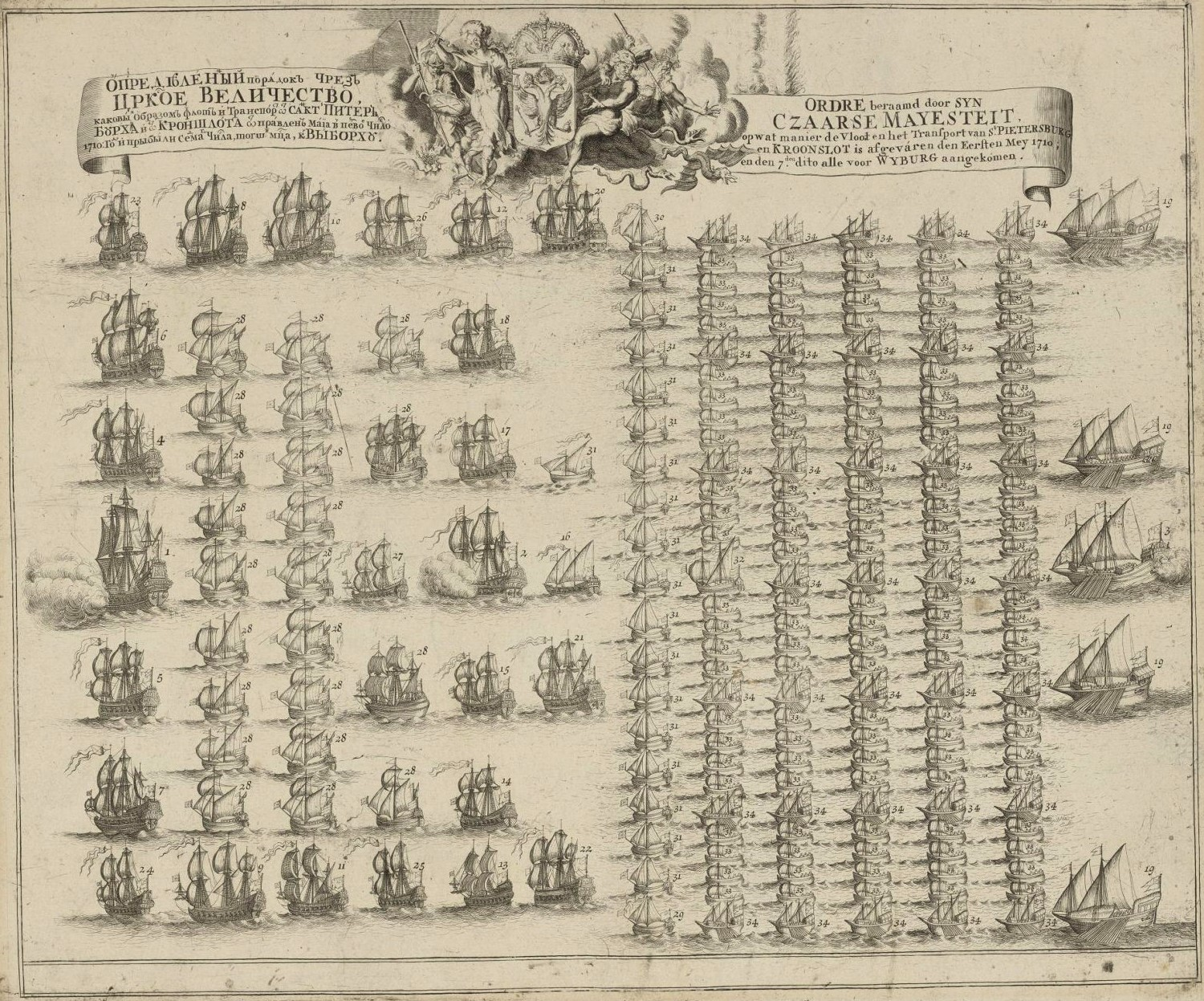
Порядок построения Балтийского флота во время похода к Выборгу

Принимала участие в Северной войне 1700—1721 годов. С 1706 по 1710 год ежегодно с апреля по октябрь в составе эскадр выходила из Санкт-Петербурга к острову Котлин на Кроншлотский рейд для защиты острова и форта Кроншлот, а также для обучения экипажа. Периодически находилась в крейсерских плаваниях в Финском заливе.
Принимала участие в ледовом походе кораблей Балтийского флота в Выборгу. 29 апреля (10 мая) 1710 года вышла от Кроншлота по направлению к Берёзовым островам для разведки границ льда, а также на поиск неприятельских судов. После разведки шнява присоединилась к эскадре под командованием вице-адмирала Корнелиуса Крюсса, сопровождавшей транспортные суда к Берёзовым островам. 6 (17) мая застрявшие во льдах транспорты поднявшимся ветром понесло в море, и шнява была направлена им на помощь. Под полными парусами судно пробилось к транспортам сквозь лёд, и, закрепив швартовы, удерживала их. 14 (25) мая в составе той же эскадры вернулась на Кроншлотский рейд.
По окончании службы после 1710 года шнява «Феникс» была разобрана.

## Командиры шнявы
Командирами шнявы «Феникс» в разное время служили:
- капитан Яков Кок (1705—1706 годы)[13];
- капитан-поручик Герасим Гарбо (1707—1710 годы)[12].

### Комментарии
1. ↑  Также в серию входили шнявы «Мункер», «Сант-Яким», «Копорье», «Ямбург», «Дегас», «Фалк», «Лукс», «Снук» и «Роза»[1].
2. ↑  72 фута[2].
3. ↑  18 футов 6 дюймов[2].
4. ↑  8 футов[2].
5. ↑  Имеется ввиду фрегат «Олифант»[9].